# Quận 17, Paris
Quận 17 của Paris (còn có tên là quận Batignolles-Monceau, nhưng tên gọi này ít được dùng trong đời sống thường nhật) là một quận nằm bên hữu ngạn sông Seine. Quận này có diện tích 5.669 km² và dân số là 160.300 người (ước tính ngày tháng 1 năm 2005).